# Comitatul Ohio, Kentucky
- Pentru alte utilizări ale numelui, vedeți Comitatul Ohio și Ohio (dezambiguizare).

Comitatul Ohio (în engleză Ohio County) este un comitat din statul Kentucky, Statele Unite ale Americii.

## Demografie
|  | Graficele sunt indisponibile din cauza unor probleme tehnice. Mai multe informații se găsesc la Phabricator și la wiki-ul MediaWiki. |

Date: Wikidata - grafică realizată de Wikipedia